# Cobaltocene
Il cobaltocene è il composto metallorganico del cobalto con formula  [Co(η5-C5H5)2], generalmente abbreviata come CoCp2. È un metallocene, cioè un composto a sandwich di struttura analoga al ferrocene. In condizioni normali è un solido cristallino rosso scuro, paramagnetico, stabile in assenza di aria fino a 250 °C, solubile in solventi organici non polari. Deve essere conservato e maneggiato in assenza di aria perché è rapidamente ossidato dall'ossigeno, formando il catione giallo CoCp2+. È un composto fortemente riducente. 

## Sintesi
Il cobaltocene si prepara facendo reagire dicloruro di cobalto anidro e ciclopentadienuro di sodio in soluzione di THF:
CoCl2  +  2NaC5H5  →  [Co(η5-C5H5)2]  +  2NaCl
Il composto metallorganico viene in genere purificato per sublimazione sotto vuoto.

## Struttura e legame
Il cobaltocene è un composto metallorganico appartenente al gruppo dei metalloceni, che sono composti a sandwich dove l'atomo metallico è inserito tra due anelli ciclopentadienilici.
Il cobaltocene possiede 19 elettroni nel livello elettronico più esterno, uno in più di quelli che si osservano nel ferrocene e nella maggior parte dei complessi metallorganici, che seguono la regola dei 18 elettroni, e questo giustifica la sua elevata reattività. L'elettrone in più occupa un orbitale antilegante che destabilizza il legame Co−C; di conseguenza le distanze di legame Co−C sono un po' più lunghe dei corrispondenti legami Fe−C del ferrocene. 
Il cobaltocene non ha tendenza a dimerizzare, mentre l'analogo composto del congenere superiore rodio, il rodiocene, esiste come RhCp2 solo a temperature sotto −196 °C; a temperatura ambiente si forma invece un dimero [RhCp2]2 dove la regola dei 18 elettroni viene rispettata.

## Reattività
Molte reazioni chimiche del cobaltocene sono caratterizzate dalla tendenza a perdere un elettrone, portando alla formazione del catione a 18 elettroni chiamato cobalticinio:
| 2[Co(η5-C5H5)2] | + I2 | → | 2[Co(η5-C5H5)2]+ | + 2I− |
| 19 e−           |      |   | 18 e−            |       |

### Proprietà redox
Il cobaltocene è comunemente usato in laboratorio come riducente monoelettronico. In effetti, il comportamento della coppia redox CoCp2+/CoCp2 è così reversibile che viene usata come standard interno in voltammetria ciclica. L'analogo composto decametilcobaltocene [Co(η5-C5Me5)2] è un riducente particolarmente energico, dato che l'effetto induttivo dei dieci gruppi metile carica negativamente il cobalto, che ha maggior tendenza a eliminare questo surplus di carica. Questi due composti sono tra i pochi riducenti che si sciolgono in solventi organici non polari. I loro potenziali di riduzione sono i seguenti, usando la coppia ferrocene/ferricinio come riferimento (Cp = η5-C5H5, Cp* = η5-C5Me5):
FeCp2+/FeCp2: 0 V
FeCp*2+/FeCp*2: -0,59 V
CoCp2+/CoCp2: -1,33 V
CoCp*2+/CoCp*2: -1,94 V
Come si può vedere, l'effetto maggiore sui potenziali è dato dal tipo di metallo: passando da ferro a cobalto il potenziale di riduzione diventa più negativo di circa 1,3 V. Un effetto minore ma ancora notevole è dato dalla metilazione: i composti decametilati hanno un potenziale di riduzione più negativo di circa 0,6 V rispetto all'analogo non metilato.

### Altre reazioni
Trattando il [Co(η5-C5H5)2] con diossido di carbonio si ottiene il derivato di Co(I) [Co(CO)2(η5-C5H5)], con perdita di un legante Cp. Questo composto ha 18 elettroni ed è un liquido stabile all'aria che può essere distillato. Ha una struttura che viene detta a sgabello di pianoforte (anche se ha solo due piedi).